# Пат
|   | a                                                                                 | b                                                                                 | c                                                                                 | d                                                                                 | e                                                                                 | f                                                                                 | g                                                                                 | h                                                                                 |   |
| 8 | черен цар на черно поле h8 · бяла дама на бяло поле f7 · бял цар на черно поле e3 | черен цар на черно поле h8 · бяла дама на бяло поле f7 · бял цар на черно поле e3 | черен цар на черно поле h8 · бяла дама на бяло поле f7 · бял цар на черно поле e3 | черен цар на черно поле h8 · бяла дама на бяло поле f7 · бял цар на черно поле e3 | черен цар на черно поле h8 · бяла дама на бяло поле f7 · бял цар на черно поле e3 | черен цар на черно поле h8 · бяла дама на бяло поле f7 · бял цар на черно поле e3 | черен цар на черно поле h8 · бяла дама на бяло поле f7 · бял цар на черно поле e3 | черен цар на черно поле h8 · бяла дама на бяло поле f7 · бял цар на черно поле e3 | 8 |
| 7 | черен цар на черно поле h8 · бяла дама на бяло поле f7 · бял цар на черно поле e3 | черен цар на черно поле h8 · бяла дама на бяло поле f7 · бял цар на черно поле e3 | черен цар на черно поле h8 · бяла дама на бяло поле f7 · бял цар на черно поле e3 | черен цар на черно поле h8 · бяла дама на бяло поле f7 · бял цар на черно поле e3 | черен цар на черно поле h8 · бяла дама на бяло поле f7 · бял цар на черно поле e3 | черен цар на черно поле h8 · бяла дама на бяло поле f7 · бял цар на черно поле e3 | черен цар на черно поле h8 · бяла дама на бяло поле f7 · бял цар на черно поле e3 | черен цар на черно поле h8 · бяла дама на бяло поле f7 · бял цар на черно поле e3 | 7 |
| 6 | черен цар на черно поле h8 · бяла дама на бяло поле f7 · бял цар на черно поле e3 | черен цар на черно поле h8 · бяла дама на бяло поле f7 · бял цар на черно поле e3 | черен цар на черно поле h8 · бяла дама на бяло поле f7 · бял цар на черно поле e3 | черен цар на черно поле h8 · бяла дама на бяло поле f7 · бял цар на черно поле e3 | черен цар на черно поле h8 · бяла дама на бяло поле f7 · бял цар на черно поле e3 | черен цар на черно поле h8 · бяла дама на бяло поле f7 · бял цар на черно поле e3 | черен цар на черно поле h8 · бяла дама на бяло поле f7 · бял цар на черно поле e3 | черен цар на черно поле h8 · бяла дама на бяло поле f7 · бял цар на черно поле e3 | 6 |
| 5 | черен цар на черно поле h8 · бяла дама на бяло поле f7 · бял цар на черно поле e3 | черен цар на черно поле h8 · бяла дама на бяло поле f7 · бял цар на черно поле e3 | черен цар на черно поле h8 · бяла дама на бяло поле f7 · бял цар на черно поле e3 | черен цар на черно поле h8 · бяла дама на бяло поле f7 · бял цар на черно поле e3 | черен цар на черно поле h8 · бяла дама на бяло поле f7 · бял цар на черно поле e3 | черен цар на черно поле h8 · бяла дама на бяло поле f7 · бял цар на черно поле e3 | черен цар на черно поле h8 · бяла дама на бяло поле f7 · бял цар на черно поле e3 | черен цар на черно поле h8 · бяла дама на бяло поле f7 · бял цар на черно поле e3 | 5 |
| 4 | черен цар на черно поле h8 · бяла дама на бяло поле f7 · бял цар на черно поле e3 | черен цар на черно поле h8 · бяла дама на бяло поле f7 · бял цар на черно поле e3 | черен цар на черно поле h8 · бяла дама на бяло поле f7 · бял цар на черно поле e3 | черен цар на черно поле h8 · бяла дама на бяло поле f7 · бял цар на черно поле e3 | черен цар на черно поле h8 · бяла дама на бяло поле f7 · бял цар на черно поле e3 | черен цар на черно поле h8 · бяла дама на бяло поле f7 · бял цар на черно поле e3 | черен цар на черно поле h8 · бяла дама на бяло поле f7 · бял цар на черно поле e3 | черен цар на черно поле h8 · бяла дама на бяло поле f7 · бял цар на черно поле e3 | 4 |
| 3 | черен цар на черно поле h8 · бяла дама на бяло поле f7 · бял цар на черно поле e3 | черен цар на черно поле h8 · бяла дама на бяло поле f7 · бял цар на черно поле e3 | черен цар на черно поле h8 · бяла дама на бяло поле f7 · бял цар на черно поле e3 | черен цар на черно поле h8 · бяла дама на бяло поле f7 · бял цар на черно поле e3 | черен цар на черно поле h8 · бяла дама на бяло поле f7 · бял цар на черно поле e3 | черен цар на черно поле h8 · бяла дама на бяло поле f7 · бял цар на черно поле e3 | черен цар на черно поле h8 · бяла дама на бяло поле f7 · бял цар на черно поле e3 | черен цар на черно поле h8 · бяла дама на бяло поле f7 · бял цар на черно поле e3 | 3 |
| 2 | черен цар на черно поле h8 · бяла дама на бяло поле f7 · бял цар на черно поле e3 | черен цар на черно поле h8 · бяла дама на бяло поле f7 · бял цар на черно поле e3 | черен цар на черно поле h8 · бяла дама на бяло поле f7 · бял цар на черно поле e3 | черен цар на черно поле h8 · бяла дама на бяло поле f7 · бял цар на черно поле e3 | черен цар на черно поле h8 · бяла дама на бяло поле f7 · бял цар на черно поле e3 | черен цар на черно поле h8 · бяла дама на бяло поле f7 · бял цар на черно поле e3 | черен цар на черно поле h8 · бяла дама на бяло поле f7 · бял цар на черно поле e3 | черен цар на черно поле h8 · бяла дама на бяло поле f7 · бял цар на черно поле e3 | 2 |
| 1 | черен цар на черно поле h8 · бяла дама на бяло поле f7 · бял цар на черно поле e3 | черен цар на черно поле h8 · бяла дама на бяло поле f7 · бял цар на черно поле e3 | черен цар на черно поле h8 · бяла дама на бяло поле f7 · бял цар на черно поле e3 | черен цар на черно поле h8 · бяла дама на бяло поле f7 · бял цар на черно поле e3 | черен цар на черно поле h8 · бяла дама на бяло поле f7 · бял цар на черно поле e3 | черен цар на черно поле h8 · бяла дама на бяло поле f7 · бял цар на черно поле e3 | черен цар на черно поле h8 · бяла дама на бяло поле f7 · бял цар на черно поле e3 | черен цар на черно поле h8 · бяла дама на бяло поле f7 · бял цар на черно поле e3 | 1 |
|   | a                                                                                 | b                                                                                 | c                                                                                 | d                                                                                 | e                                                                                 | f                                                                                 | g                                                                                 | h                                                                                 |   |

В шахмата, пат е ситуация, в която играчът на ход не може да извърши никакъв позволен ход, но царят му не е под шах.
Често през ендшпила играчът, който е в по-неизгодно положение, се стреми преднамерено към пат. В ситуация на пат играта завършва реми (наравно)
Изходът на играта в ситуация на пат е стандартизиран през 19 век. Преди това ситуацията се е разглеждала по различни начини: победа или загуба за играча, постигнал пат; реми; непозволена ситуация; ситуация, в която играчът в пат пропуска един ход.
Думата „пат“ може да се използва и метафорично — например за конфликт, който може да се реши трудно или е нерешим, или няма победител в спора.